# Guillermo Tomašević
Guillermo Tomašević (en serbio Гиљермо Томашевић, pronunciado Guillermo Tomáshevich; Lima, 20 de marzo de 1987) es un futbolista peruano de ascendencia croata. Juega de delantero y su equipo actual es la Asociación Deportiva Jirón Miraflores, de la Liga Distrital de Fútbol de Magdalena del Mar, Copa Perú.

## Trayectoria
Fue formado en las divisiones menores del club Deportivo Municipal del Perú. En 2008 lo promovieron al primer equipo y fue considerado en algunos partidos como titular. Después del descenso, se desligó del Deportivo Municipal y Cienciano lo contrató para la temporada 2009. Con Cienciano tuvo la oportunidad de disputar un torneo internacional como la Copa Sudamericana 2009, donde su equipo enfrentó a San Lorenzo de Almagro.
En 2010 fue contratado por el Inti Gas Deportes. Tras no tener muchas oportunidades, en agosto de ese año volvió al elenco cuzqueño. En enero de 2011 fue transferido al Club Universitario de Deportes y en agosto de 2013 a Juan Aurich de Chiclayo. En 2014 llegó a León de Huánuco, siendo el segundo máximo goleador de su equipo con 8 tantos, detrás de Carlos Preciado. Logró clasificar a la Copa Sudamericana 2015. En el 2017 fichó por el Sport Boys y en la Noche Rosada fue presentado con el número 30 enfrentándose con el Chapecoense. Fue campeón de la Segunda División 2017, ascendiendo a la Primera División y fue el máximo goleador de su equipo con 11 goles.

## Estadísticas

### Clubes
| Cienciano · Perú | 1.ª                 | 2009                | 9   | 2  | -  | - | 1 | 0 | 10  | 2  | 0,06 |
| Cienciano · Perú | 1.ª                 | 2010                | 14  | 2  | -  | - | - | - | 14  | 2  | 0,06 |
| Cienciano · Perú | Total club          | Total club          | 23  | 4  | -  | - | 1 | 0 | 24  | 4  | 0,06 |
| Ayacucho F. C. · Perú | 1.ª                 | 2010                | 8   | 3  | -  | - | - | - | 8   | 3  | 0,00 |
| Universitario de Deportes · Perú | 1.ª                 | 2011                | 4   | 0  | 1  | 0 | - | - | 5   | 0  | 0,06 |
| Universitario de Deportes · Perú | 1.ª                 | 2012                | 12  | 1  | -  | - | - | - | 12  | 1  | 0,06 |
| Universitario de Deportes · Perú | 1.ª                 | 2013                | 4   | 1  | -  | - | - | - | 4   | 1  | 0,06 |
| Universitario de Deportes · Perú | Total club          | Total club          | 20  | 2  | 1  | 0 | - | - | 21  | 2  | 0,06 |
| Juan Aurich · Perú | 1.ª                 | 2013                | 2   | 0  | -  | - | - | - | 2   | 0  | 0,00 |
| Juan Aurich · Perú | Total club          | Total club          | 2   | 0  | -  | - | - | - | 2   | 0  | 0,00 |
| León de Huánuco · Perú | 1.ª                 | 2014                | 24  | 5  | 3  | 3 | - | - | 27  | 8  | 0,00 |
| León de Huánuco · Perú | Total club          | Total club          | 24  | 5  | 3  | 3 | - | - | 27  | 8  | 0,00 |
| Ayacucho F. C. · Perú | 1.ª                 | 2015                | 16  | 3  | 8  | 1 | - | - | 24  | 4  | 0,00 |
| Ayacucho F. C. · Perú | Total club          | Total club          | 24  | 5  | 8  | 1 | - | - | 32  | 6  | 0,00 |
| Deportivo Coopsol · Perú | 2.ª                 | 2016                | 12  | 4  | -  | - | - | - | 12  | 4  | 0,00 |
| Sport Boys · Perú | 2.ª                 | 2017                | 24  | 11 | -  | - | - | - | 24  | 11 | 0,12 |
| Sport Boys · Perú | 1.ª                 | 2018                | 4   | 0  | 1  | 0 | - | - | 5   | 0  | 0,06 |
| Sport Boys · Perú | Total club          | Total club          | 28  | 11 | 1  | 0 | - | - | 29  | 11 | 0,09 |
| Deportivo Coopsol · Perú | 2.ª                 | 2020                | 4   | 0  | -  | - | - | - | 4   | 0  | 0,00 |
| Deportivo Coopsol · Perú | Total club          | Total club          | 16  | 4  | -  | - | - | - | 16  | 4  | 0,00 |
| Total en su carrera | Total en su carrera | Total en su carrera | 137 | 31 | 13 | 4 | 1 | 0 | 151 | 35 | 0,05 |
| (1) Las copas nacionales se refiere al Torneo del Inca y la Copa Bicentenario. (2) Las copas internacionales se refiere a la Copa Libertadores y a la Copa Sudamericana. (3) Media de goles por encuentro. No incluye goles en partidos amistosos. |                     |                     |     |    |    |   |   |   |     |    |      |

## Palmarés

### Campeonatos nacionales
| Título                    | Club       | País | Año  |
| ------------------------- | ---------- | ---- | ---- |
| Segunda División del Perú | Sport Boys | Perú | 2017 |

### Copas internacionales
| Título     | Club                      | País | Año  |
| ---------- | ------------------------- | ---- | ---- |
| Copa Crema | Universitario de Deportes | Perú | 2011 |